# General José de San Martín megye
General José de San Martín egy megye Argentína északnyugati részén, Salta tartományban. Székhelye Tartagal.

## Népesség
A megye népessége a közelmúltban a következőképpen változott:
| Év   | Lakosság |
| ---- | -------- |
| 2001 | 138 017  |
| 2010 | 156 910  |